# Alan Kelly junior
Alan Kelly junior (* 11. August 1968 in Preston, England) ist ein ehemaliger irischer Fußballspieler, der auf der Position des Torwarts spielte.

## Spielerkarriere

### Verein
Kelly begann seine Karriere bei Preston North End in der Football League Fourth Division und folgte damit seinem Vater Alan Kelly senior, der 447 Spiele für Preston bestritt. Sein älterer Bruder Gary ist ebenfalls ein ehemaliger Torhüter.
Für eine Ablösesumme von 150.000 Pfund wechselte er im Juli 1992 nach Sheffield United. Er blieb bei Sheffield bis 1999, trotz ihres Abstiegs aus der Premier League und kam auf 213 Einsätze.
1999 wechselte Kelly zu den Blackburn Rovers, wo er bis 2004 zu 50 Pflichtspieleinsätzen kam. Hinter dem US-Amerikaner Brad Friedel, der 2000 zu den Rovers kam, war Kelly meist nur Zuschauer. So auch beim Endspiel um den League Cup, als er nur die Funktion des Zuschauers innehatte. Nach Friedels Ankunft in Blackburn rutschte Kelly hinter John Filan auf die Position des dritten Torhüters. Aus diesem Grund spielte er mit dem Gedanken den Verein im Winter 2001 zu verlassen. Filan, der als Nummer zwei ebenfalls unzufrieden war, kam Kelly jedoch zuvor und der Verein ließ keinen Wechsel mehr zu. Zwischenzeitlich wurde der Ire an Stockport County und Birmingham City für die Dauer von einem Monat verliehen. Nach Ablauf der Spielzeit 2003/04 beendete er seine aktive Karriere.

### Nationalmannschaft
Kelly kam auf 34 Einsätze in der Irischen Nationalmannschaft und war Mitglied im Kader der irischen Nationalmannschaft bei den Fußballweltmeisterschaften 1994 und 2002. Zu einem WM-Einsatz kam der Torhüter allerdings nicht. 1994 war er hinter Pat Bonner die Nummer zwei, acht Jahre später musste er Shay Given den Vortritt lassen. Besonders die Zuschauerrolle 2002 gefiel dem Torhüter nicht. Nachdem er die ersten Qualifikationsspiele zwischen den Pfosten der irischen Nationalmannschaft stand, setzte ihn Nationaltrainer Mick McCarthy nach Leistungsschwankungen und Verletzung zum Qualifikationsende hin auf die Bank.

## Trainerkarriere
Im Sommer 2006 war Kelly Torwarttrainer bei den Fußballcamps der Akademien in Virginia, Maryland, Delaware und Pennsylvania in den USA. Zur Saison 2007/08 kehrte er zu seinem früheren Verein Blackburn Rovers zurück, wo er fortan als Torwarttrainer in der Nachwuchsabteilung wirkte.
Momentan ist er als Torwarttrainer der irischen Nationalmannschaft aktiv.

## Erfolge
- League Cup Sieger: 2002

## Trivia
- Kellys Vater, Alan Kelly senior, war zwischen 1956 und 1973 ebenfalls irischer Auswahlspieler. Sein älterer Bruder Gary Kelly war auch Profifußballer. Beide spielten, wie auch Kelly, auf der Position des Torhüters.[11]